# Jason Jones
Jason Jones (Hamilton (Ontario), 3 juni 1973) is een Canadees acteur, filmregisseur, filmproducent en scenarioschrijver.

## Biografie
Jones heeft gestudeerd aan de Ryerson Theatre School in Toronto waar hij zijn diploma haalde in plantkunde. Op een conservatorium leerde hij cello spelen. Hij is getrouwd met Samantha Bee en samen hebben ze 2 dochters en een zoon.

## Filmografie

### Films
Uitgezonderd korte films.
- 2023 I Used to Be Funny - als Cameron Renner
- 2023 Die Hart - als Mikey
- 2022 Daniel's Gotta Die - als Victor Powell
- 2019 Framing John DeLorean - als Jerry West
- 2019 Türk Isi Dondurma - als gouverneur
- 2019 What Men Want - als Ethan Fowler
- 2017 Goon: Last of the Enforcers - als Bob Forbes
- 2016 Better Off Single - als gouverneur Kelleher
- 2015 The Night Before - als slechte Kerstman
- 2015 Get Squirrely - als Frankie (stem)
- 2015 Pitch Perfect 2 - als Tone Hangers
- 2014 Hot Tub Time Machine 2 - als Gary Winkle
- 2014 Love Is Relative - als Nate
- 2014 Rosewater - als Jason Jones
- 2013 The Art of the Steal - als Interpol agent Bick
- 2013 Divorce: A Love Story - als Kenny
- 2012 Pitch Perfect – als muzieksleutel
- 2010 A Beginner’s Guide to Endings – als Edward White jr.
- 2010 The Switch – als gids bij klimmuur
- 2010 Date Night – als man op Times Square
- 2010 Love Letters – als Andy
- 2010 How to Be a Better American – als Hugh Web
- 2009 All About Steve – als Vasquez
- 2008 Coopers' Camera – als Gord Cooper
- 2004 Phil the Alien – als agent Orange
- 2004 Ham & Cheese – als Barry Goodson
- 2003 Public Domain – als ??
- 2003 Eloise at Christmas Time – als barkeeper
- 2003 Spinning Boris – als man
- 2003 Webs – als Junior
- 2003 Eloise at the Plaza – als barkeeper
- 2003 America's Prince: the John F. Kennedy Jr. Story – als Staffer
- 2002 Left Behind II: Tribulation Force – als jongeman in kerk
- 2002 19 Months – als Joe
- 2002 Terminal Invasion – als sergeant Griffin
- 2001 Virgil Bliss – als gevangene
- 2000 Bait – als beveiliger
- 2000 The Thin Blue Lie – als aanklager
- 2000 Jailbait – als politieagent
- 2000 The Bobroom – als diverse karakters
- 2000 After Alice – als beginnende politieagent
- 1999 A Packing Suburbia – als Alando
- 1998 Short for Nothing – als Peeker
- 1995 Midnight Temptations – als Gabriel

### Televisieseries
Uitgezonderd eenmalige gastrollen.
- 2020 The Flight Attendant - als mr. Bowden - 6 afl.
- 2020 Die Hart - als Mikey - 2 afl.
- 2016 - 2019 The Detour - als Nate Parker - 42 afl.
- 2014 - 2017 Creative Galaxy - als vader - 22 afl.
- 2013 Bounty Hunters - als Nathan - 13 afl.
- 2009 Law & Order – als Len Pewis – 2 afl.
- 2008 – 2009 How I Met Your Mother – als Tony Grafanello – 3 afl.
- 2007 Craft Corner Deathmatch – als gast - ? afl.
- 2004 As the World Turns – als dr. Kittredge – 6 afl.
- 2003 Queer as Folk – als Dominic Scolotto – 5 afl.
- 2000 The Itch – als Barry Goodman – 13 afl.
- 1998 – 1999 SketchCom – als diverse – 3 afl.

### Filmregisseur
- 2020 Full Frontal with Samantha Bee - televisieserie - 15 afl.
- 2016 - 2019 The Detour - televisieserie - 5 afl.
- 2010 Shotgun Hartley – korte film

### Filmproducent
- 2016 - 2022 Full Frontal with Samantha Bee - televisieserie - 103 afl.
- 2021 RwandaVision: Samantha Bee Goes on Safari! - korte film
- 2020 It's Personal with Amy Hoggart - televisieserie - 8 afl.
- 2016 - 2019 The Detour - televisieserie - 29 afl.
- 2004 Ham & Cheese – film

### Scenarioschrijver
- 2016 - 2019 The Detour - televisieserie - 42 afl.
- 2010 Shotgun Hartley – korte film
- 2008 Coopers' Camera – film
- 2004 The Bobroom – televisieserie - ? afl.
- 2004 Ham & Cheese – film
- 2000 The Bobroom – film
- 2000 Comedy Now! – televisieserie – 1 afl.
- 2000 The Itch – televisieserie – 1 afl.
- 1998 – 1999 SketchCom – televisieserie – 3 afl.